# Habenaria ituriensis
Habenaria ituriensis là một loài thực vật có hoa trong họ Lan. Loài này được (Szlach. & Olszewski) ined. mô tả khoa học đầu tiên.